# Megachile susurrans
Megachile susurrans är en biart som beskrevs av Alexander Henry Haliday 1836. Megachile susurrans ingår i släktet tapetserarbin, och familjen buksamlarbin. Inga underarter finns listade i Catalogue of Life.